# Republiek Venetië
De Doorluchtige Republiek Venetië, in het Italiaans Serenissima Repubblica di Venezia, was een staat in Noordoost-Italië, met Venetië als hoofdstad. Van de hoge middeleeuwen tot de vroegmoderne tijd was het een handelsrijk dat de voornaamste verbinding vormde van het Latijnse christendom met de orthodoxe Byzantijnen, de moslimrijken en de Slavische volkeren rond de Middellandse Zee en de Zwarte Zee. Qua bestuursvorm was het een republiek; aan het hoofd stond een doge, die verkozen werd door de patriciërs.
In de middeleeuwen bezat Venetië de grootste handelsvloot op de Middellandse Zee, wat het tot de rijkste van de maritieme republieken maakte. Daarnaast had de Venetiaanse macht een landcomponent in het terraferma, met als kern de huidige Veneto. Militair stond Venetië, zowel ter zee als op het land, sterk: het was een van de vijf grootmachten in het huidige Italië.
Venetië bracht Europa vernieuwingen zoals wissel- en kredietbanken, boekhouding, obligatiemarkten en belangrijke verbeteringen in de scheepsbouw. Vanuit Azië en Egypte werden technieken rond suikerriet, zijde, glasblazen en sieraden geïntroduceerd. Venetië bleef een van de rijkste gebieden in Europa tot in de zeventiende eeuw.

## Geschiedenis

### Vroege middeleeuwen
In de oudheid werd het gebied rond Venetië bewoond door de Veneti. Met het uiteenvallen van het West-Romeinse Rijk kwam het in de vijfde en zesde eeuw regelmatig voor dat barbaarse stammen invallen deden, zoals de Visigoten onder Alarik I in 410, de Hunnen onder Attila in 452. Na de val van het West-Romeinse Rijk veroverde de Germaan Odoaker Italië. In 493 veroverde op zijn beurt de Ostrogoot Theodorik de Grote het land.
Na de Gotische Oorlog slaagde de Byzantijnse keizer Justinianus I, de praefectura praetorio Italiae, Illyrici et Africae te heroveren. Zijn opvolger Justinus II had niet de middelen om de veroveringen te consolideren. In 568 vielen de Longobarden onder Alboin Italië binnen en de inwoners van de streek vluchtten daarop naar de eilandjes in de lagune; na de laatste inval werd deze bewoning permanenter. De Byzantijnen hadden voornamelijk de kusten, terwijl de Longobarden het binnenland bewoonden. Italië was ingedeeld in verschillende hertogdommen, in het Byzantijnse deel soms een Eparchie genoemd. Aan het hoofd van het Byzantijnse gedeelte stond de exarch van Ravenna, het hertogdom Venetië was daar een onderdeel van. Aan het hoofd van een hertogdom stond een dux, die in Venetië vanaf 697 doge werd genoemd. Hoewel Andrea Dandolo later deed voorkomen dat hij al een onafhankelijk Venetië leidde, was dit nog een Byzantijnse functionaris.
In 737 veroverden de Longobarden Ravenna en in 751 vermoordden ze de laatste exarch van Ravenna, Eutychius, en hield het exarchaat Ravenna op te bestaan. Een paar jaar later versloegen de Karolingers de Longobarden en Venetië werd nu een speelbal tussen de Franken en de Byzantijnen. Met de Pax Nicephori in 803 kwamen de beide partijen overeen dat Venetië deel uitmaakte van het Byzantijnse Rijk. Geleidelijk nam de macht van de keizer af en werd Venetië de facto onafhankelijk (841). Dit werd versterkt nadat in 828 de relikwieën van Marcus de evangelist uit Alexandrië zouden zijn ontvreemd en naar Venetië overgebracht. Met Marcus als beschermheilige liet Venetië zich weinig gelegen liggen aan zowel Rome als Constantinopel. De regeringszetel werd in het begin van de negende eeuw verplaatst van Malamocco op het Lido di Venezia naar het veiliger Rivoalto tijdens het bestuur van het Huis Partecipazio. 
Venetië probeerde controle te krijgen over de monding van de Po; een voorbeeld hiervan is de plundering van Comacchio in 886. Aanvankelijk was het vooral op deze rivier waar de Venetianen zich bewogen en waren het vooral Grieken en Syriërs die de Middellandse Zee bevoeren. Gaandeweg begaven de Venetianen zich echter steeds meer op zee. In de periode tussen 900 en 1100 richtten de eilanden in de lagune zich niet alleen steeds meer naar zee, maar ook naar elkaar met Rialto als centrum. Desondanks had elke gemeenschap haar eigen heilige, festival en gewoontes.
In 991 sloot Pietro II Orseolo een verdrag met de Fatimiden. Dit legaliseerde de al bestaande handel met Egypte. Pietro wist in 998 na geruime tijd ook Dalmatia te veroveren.

### Hoge middeleeuwen
1071 was een rampjaar voor Byzantium. Tijdens de Slag bij Manzikert in 1071 werd de Byzantijnse keizer Romanos IV Diogenes gevangengenomen en daarna  speelden ze niet alleen Anatolië kwijt aan de Seltsjoeken, maar ook Zuid-Italië aan de Normandiërs. De verbreking van de verloving van de zoon van de Byzantijnse keizer met de dochter van Robert Guiscard leidde tot de Byzantijns-Normandische oorlog (1081-1085). In 1082 verkreeg Venetië de Gouden Bul van 1082 van Constantinopel, in ruil voor steun.  Hiermee verkregen zij verdere privileges en vrijstellingen van belastingen. Vervolgens breidde de handel zich uit voorbij de Adriatische Zee in de gehele oostelijk Middellandse Zee.
In de hoge middeleeuwen groeide de economie van Venetië aanzienlijk door de controle van de specerijenhandel met de Levant. De Republiek begon zich buiten de dogado uit te breiden, aan de andere kant van de Adriatische Zee. De belangrijkste handel was die met Constantinopel in slaven en hout uit Dalmatië, graan en wijn uit Italië en zout uit de eigen lagune. Op de terugweg werd vooral zijde en specerijen meegebracht. De groeiende macht werd ondersteund met de scheepswerven van het Arsenaal, waarvan de bouw begon rond 1104. Hier werden galeien gebouwd voor het vervoer van passagiers, luxegoederen en voor marinetaken. Voor gewone vracht werden zeilschepen gebouwd, cocca's, op private werven.
De Venetianen deden vanaf het begin mee met de Eerste Kruistocht.  Tweehonderd Venetiaanse schepen assisteerden bij het veroveren van de kuststeden van de Levant.
Ondanks de  bijdrage aan de kruistocht verslechterde de relatie met Byzantium daarna. De groeiende weerstand tegen de privileges van de Venetianen resulteerde in 1171 in de arrestatie van alle Venetianen in Constantinopel. Hoewel de relaties hierna hersteld werden, bleef er een zekere rancune aanwezig. Vanaf de late twaalfde eeuw was Venetië de meest welvarende stad van heel Europa. Op het hoogtepunt van zijn macht had het meer dan 3000 schepen en domineerde het de mediterrane handel. De aldus gecreëerde rijkdom financierde de bouw van prachtige paleizen en de bestelling van kunstwerken bij de meest getalenteerde artiesten van die tijd. Om de Vierde Kruistocht te realiseren hadden de kruisvaarders Venetië nodig voor het transport. De gevraagde prijs was van die aard dat ze die niet konden inlossen. Zadar en daarna het in chaos verkerende Constantinopel waren de compensatie. Constantinopel werd in 1204 veroverd. Bij de daaropvolgende verdeling van het Byzantijnse Rijk, verkreeg Venetië heel wat extra grondgebied aan de overzijde van de Egeïsche Zee, waaronder de eilanden Kreta en Euboea. 

### Venetiaans-Genuese oorlogen
De dominantie van Venetië in de Middellandse Zee werd betwist door de republiek Genua, in die mate dat in 1256 de Venetiaans-Genuese oorlogen uitbraken.
Genua werd de partner van het nieuwe Byzantijnse Rijk
Door het huwelijk van Johanna I van Navarra in 1284 met Filips IV die in 1285 koning van Frankrijk werd, verloor Champagne zijn onafhankelijkheid van Frankrijk. Het daaropvolgende verlies van belastingvrijstellingen en de nodige crises betekenden dat het belang van de Jaarmarkten van Champagne afnam. Dit werd nog versterkt na de overwinning van Zaccaria op de Meriniden in 1291. Daarmee lag de directe zeeroute via de Straat van Gibraltar naar Brugge en Londen open voor de Genuezen en vanaf 1314 ook de Venetianen.
De val van Akko in 1291 betekende voor Venetië nog een grote aderlating. De spanningen met Genua liepen verder op en leidde tot een nieuwe oorlog (1295-1299).
Het kon nog erger. Tijdens de Slag bij Sapienza (1354) verloor Venetië het gros van zijn vloot. Kort daarop speelde het zijn vestigingen op de Dalmatische kust kwijt aan het koninkrijk Hongarije.
De laatste krachtmeting tussen de twee zeemachten was de Oorlog van Chioggia (1378-1381). Beide uitgeput ondertekende de Vrede van Turijn.

### Vijftiende eeuw
In het begin van de vijftiende eeuw begonnen de Venetianen zich ook in Italië uit te breiden, het terraferma. Dit als reactie op de dreigende uitbreiding door Giangaleazzo Visconti van het hertogdom Milaan. Tegen 1410 had Venetië het grootste deel van de latere Veneto veroverd, met inbegrip van belangrijke steden zoals Verona en Padua. In het begin van de Lombardische Oorlogen (1423-1454) koos Venetië de kant van de Florentijnse Republiek tegen het hertogdom Milaan. 
Op de vooravond van de val van Constantinopel probeerde Venetië het aan zijn lot overgelaten Thessaloniki in te palmen. In 1430 viel de stad in de handen van de Ottomanen. De Ottomaanse expansie hield niet op na de val van Constantinopel. Na een nieuwe oorlog (1463-1479) verloor Venetië Shkodër en andere gebieden aan de Dalmatische kust, plus de Griekse eilanden Negroponte (Euboea) en Lemnos (zie Verdrag van Constantinopel (1479)).
Beter ging met het inpalmen van het eiland Cyprus, eerder een kruisvaardersstaat. De laatste koning van Cyprus, Jacobus II was gehuwd met een Venetiaanse, Catharina Cornaro. Na zijn dood in 1473 probeerde het koninkrijk Napels het eiland in te lijven. Venetië hielp Catharina bij het behoud van haar kroon, in 1489 namen ze het bestuur over en werd het eiland toegevoegd aan de Stato da Màr of overzeese gebieden.
In 1494 stierf Ferdinand I van Napels en Karel VIII van Frankrijk vond dat hij recht had op de troonopvolging. Met een groot leger doorkruiste hij Italië en nam Napels in zonder gevecht of belegering. De snelheid, behendigheid en sterkte van de Franse krijgsmacht maakte de andere Italiaanse heersers bang, inclusief de paus en zelfs Ludovico Sforza van Milaan. Ze vormden een anti-Franse coalitie, genaamd de Liga van Venetië. Bij Fornovo in juli 1495 versloeg het verbond de Franse koning. Zo geraakte Venetië verwikkeld in de Italiaanse Oorlogen.
In 1499 vocht Venetië in twee oorlogen, de Italiaanse Oorlog (1499-1504) en de Ottomaans-Venetiaanse oorlog (1499–1503).

### Zestiende eeuw
De Venetianen hadden de handen boven de regio Romagna gehouden en kwamen zo in conflict met paus Julius II. Dit leidde in 1508 tot de Oorlog van de Liga van Kamerijk (1508-1516) tegen Venetië, waarin de paus, Lodewijk XII van Frankrijk, Maximiliaan I en Ferdinand II van Aragón samenkwamen om de republiek te vernietigen. Na de Slag bij Agnadello in 1509 leek het zo ver. Dankzij de bekwame Andrea Gritti kon het ergste worden vermeden. Hij heroverde Padua in juli 1509. De paus zag het gevaar in van een te machtig Frankrijk en ging akkoord met onderhandelingen, die zullen leidden tot een Venetiaans-pauselijke alliantie (1510–1511). De tijd dat het duurde stond Venetië langs de goede kant van de alliantie, maar als het vernam dat ze na de oorlog niets zouden terugwinnen, kozen ze partij voor Frankrijk. Met het Verdrag van Brussel (1516) kreeg de Serenissima haar bezittingen op het vasteland tot aan de Adda terug. Hoewel het verlies was verkeerd, betekenden de oorlog het einde van de Venetiaanse expansie.
Venetië nog steeds geallieerd met Frankrijk werd meegesleurd in de nieuwe Italiaanse Oorlog (1521-1526). Toen Andrea Gritti in 1523 doge werd, sloot hij onmiddellijk een vredesverdrag met keizer Karel V en stapte uit de oorlog.
In het tumult van de Italiaanse Oorlog (1535-1538), waarbij Frans I van Frankrijk zijn ziel had verkocht aan de Ottomanen, vielen de Ottomanen (o.l.v. admiraal Khair ad-Din Barbarossa) Korfoe aan, het begin van de Ottomaans-Venetiaanse oorlog (1537–1540). Venetië verloor de oorlog en speelde het leeuwendeel van zijn overzeese gebieden kwijt, plus een deel van Dalmatische kust. Het belang van de Venetiaanse ambassade in Constantinopel nam toe, om via diplomatieke weg de handelsrelaties met de Ottomanen te verzekeren. 
De uitbreiding van het Ottomaanse Rijk in de Balkan en de Turkse ambities in het oostelijke Middellandse Zeegebied betekenden een reële dreiging voor de Venetianen. In 1570 vielen de Turken Cyprus binnen, dat ondanks de overwinning van de Heilige Liga (waar ook veel Venetiaanse schepen deel van uitmaakten) in de Slag bij Lepanto, eind 1571 werd veroverd. De Venetianen sloten spoedig hierna vrede en gaven Cyprus op.

### Zeventiende eeuw
Venetië kwam in onenigheid met paus Paulus V in verband met de jurisdictie. Paolo Sarpi verdedigde de belangen van de stad en pleitte dat de republiek het recht had om priesters te berechten. 
In 1615 brak de Uskokoorlog uit. De republiek raakte verwikkeld in een oorlog met Oostenrijk. Oostenrijk steunde de Uskokken, Kroatische piraten  in de Adriatische Zee. Giovanni Bembo riep de hulp van Engeland en de Republiek der Nederlanden in. Johan Ernst van Nassau-Siegen voer met 3000 man naar de lagune van Venetië. Na de vrede van Madrid (1617) beraamde Pedro Téllez-Girón, de onderkoning van Napels, samen met de Spaanse ambassadeur Alfonso de la Cueva een samenzwering, om Venetië in te lijven. Dit had te maken met het feit dat de republiek het hertogdom Savoye steunde in zijn strijd tegen de Habsburgers.

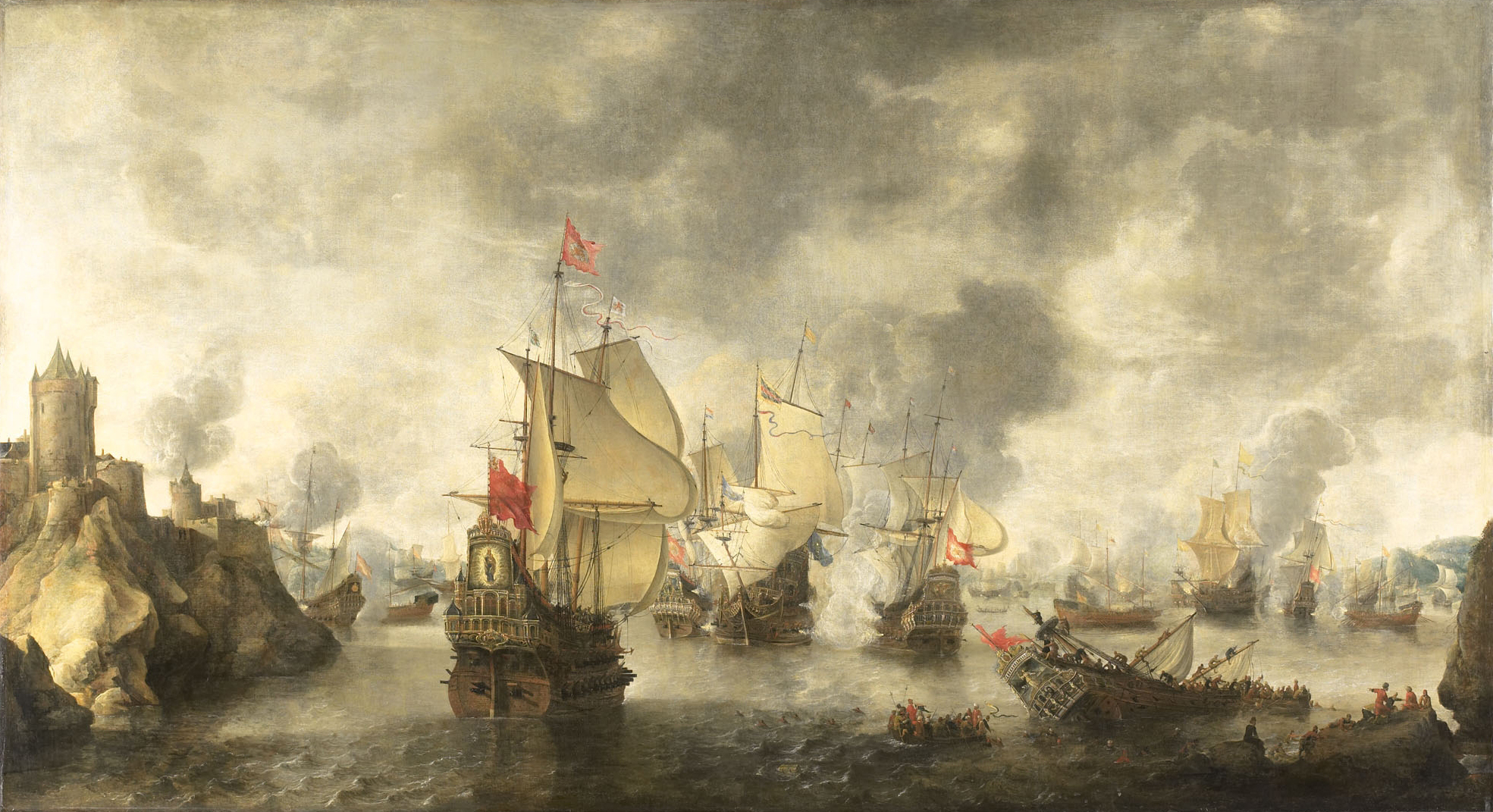
Slag in de baai van Phocaea (1649) tussen de Venetianen, de Nederlanders en de Turken door Abraham van Beerstraten

In 1645 brak de zesde Ottomaans-Venetiaanse oorlog of Kretenzische oorlog (1645–1669) uit. De Drentse vestingbouwkundige Hendrik Ruse trok in 1647 samen met de Venetiaanse generaal Leonardo Foscolo langs de Dalmatische kust om Venetiaans Albanië te infiltreren. Na een lang conflict werd uiteindelijk ook de sterke vesting Chania op het eiland Kreta aan het Ottomaanse rijk verloren. De Venetianen sloten een akkoord met de Turken in 1669 waarbij Kreta officieel Ottomaans werd.
In 1684 sloot Venetië zich aan bij de Heilige Liga in de Grote Turkse Oorlog. De oorlog tegen het Ottomaanse Rijk speelde zich voornamelijk af in Morea of de Peloponnesos, het grootste schiereiland van Griekenland. De oorlog zal duren tot 1699.
De afnemende betekenis van de overzeese handel werd gedeeltelijk gecompenseerd doordat Venetië een belangrijk centrum werd van het (aristocratische) toerisme, vooral dankzij het bijna drie maanden durende carnaval en de opera.

### Achttiende eeuw
De laatste oorlog tegen de Ottomanen speelde zich af tussen 1714 en 1718. Hetgeen de Venetianen gewonnen hadden in de vorige oorlog, Morea, speelden ze nu weer kwijt. Erger kon voorkomen worden dankzij de hulp van Oostenrijkse Habsburgers. De Doorluchtige Republiek was nog slechts een schaduw van haar vroegere glorie, hoewel zij over Venetië, de Adriatische kuststreek en de Ionische Eilanden bleef heersen.

### Einde
In 1797 werd Venetië binnengevallen door de Franse troepen van generaal Napoleon Bonaparte, die de republiek tussen Frankrijk en Oostenrijk verdeelden. Bij de Vrede van Leoben kwam ze tot een definitief einde.

## Economie
De welvaart van Venetië was vooral gebaseerd op de internationale handel, de scheepsbouw en het bankwezen. Naast het publieke Arsenaal, niet alleen het grootste bedrijf van Venetië, maar ook het grootste industriële complex in Europa in die tijd, waren er ook veel private scheepsbouwers. Daarnaast was er een belangrijke industrie waarvan het Venetiaans glas vanaf 1291 verplaatst werd naar Murano om de geheime technieken beter te beschermen. Zijde werd aanvankelijk geïmporteerd, maar werd vanaf de dertiende eeuw in Venetië gemaakt. Ook de boekproductie was belangrijk en al in 1469 beschikte men hier over de boekdrukkunst en werd hiermee de voornaamste uitgever voor Griekse teksten.
Belangrijk was ook de slavenhandel met de mammelukken. De Venetianen verhandelden Aziatische specerijen met de Karimi van Alexandrië in ruil voor metaal, wapenrustingen, wol en slaven. Op Kreta en Cyprus werden slaven ingezet om met behulp vanuit Syrië overgenomen technieken suikerrietplantages te exploiteren. Deze technieken werden later overgenomen door de Portugezen op Madeira en in Brazilië.
De opkomst van het Ottomaanse Rijk betekende dat de rol van Venetië in de specerijenhandel sterk terugliep. In 1517 viel Egypte de Ottomanen aan en verloren de Venetianen hun bevoorrechte positie. Waar de specerijenimport tegen het einde van de vijftiende eeuw rond de 1600 ton per jaar lag, lag deze in het eerste decennium van de zestiende eeuw nog maar rond de 500 ton. Hoewel Venetië rond 1560 weer een belangrijke rol speelde in de peperhandel, had het de voortrekkersrol af moeten staan aan de Portugezen die een directe zeeroute naar India hadden gevonden. De introductie van de volgetuigde driemaster en het kanon betekende dat de galei zijn bestaansrecht steeds meer verloor.
In de zestiende eeuw richtte Venetië zich steeds meer op landaanwinning voor agrarische doeleinden en de bouw van Palladiaanse villa's. Nog in de 16e eeuw richtte Venetië haar staatsbank op, de Banco del Giro.

## Bestuur

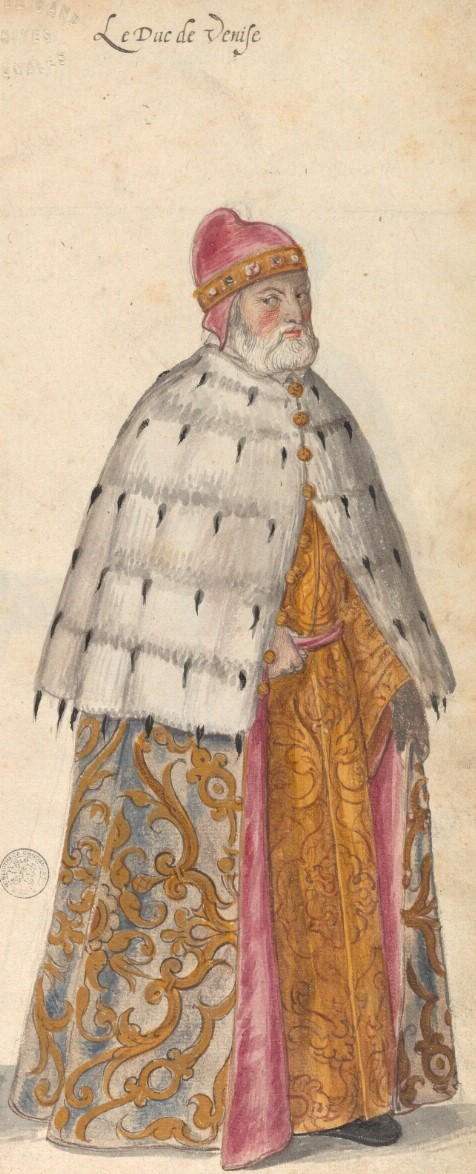
De Doge van Venetië, geïllustreerd in het kostuumboek "Théâtre de tous les peuples et nations de la terre avec leurs habits et ornemens divers, tant anciens que modernes, diligemment depeints au naturel". Gemaakt door Lucas d'Heere in de 2e helft van de 16e eeuw. Bewaard in de Universiteitsbibliotheek Gent.

De republiek werd bestuurd door een doge. Deze hield samen met de Raad van Tien de bevolking onder de duim. De bevolking had niets in te brengen in het bestuur en dus was het land een autocratie (dictatuur). De doge werd bijgestaan door de procurators van San Marco; dezen waren verantwoordelijk niet alleen voor de basiliek van San Marco maar ook voor openbare financiën en gebouwen.
Toen later de aristocratie meer macht kreeg, werd de macht van de doges flink ingeperkt ten gunste van die van de Raad van Tien. De doge werd toen ook verkozen en bleef slechts een paar jaar op zijn post, de doge had vanaf toen ook enkel een ceremoniële functie. In totaal heeft Venetië 118 doges gehad, die gemiddeld 10 jaar hun titel als staatshoofd droegen.

## Veroverde gebieden
- Venetië en omgeving.
- Dalmatië, van: 1409-1797.
- Constantinopel.
- Istrië, van: 1291/1331-1797.
- Cyprus, van: 1489-1571.
- De Italiaanse steden/gebieden:
  - het hertogdom Milaan
  - de stad Verona, van: 1405-1797
  - de stad Crema, van: 1449-1797
  - de stad Padua, van: 1405-1797.
  - het gebied Emilia-Romagna
- De steden op de Balkan:

Venetiaanse bezittingen in Griekenland omstreeks 1450 in het groen.

  - Ragusa, het huidige Dubrovnik in Kroatië, van: 1205-1358.
  - Castelnuovo, het huidige Herceg Novi in Montenegro, van: 1687-1797.
  - Cattaro, het huidige Kotor in Montenegro, van: 1420-1538; 1571-1657;1600-1797.
  - Durazzo, het huidige Durrës in Albanië, van: 1205-1213; 1392-1501.
  - Scutari, het huidige Shkodra in Albanië, van: 1396-1479.
  - Monemvasia in Griekenland, van: 1463-1540; 1690-1715.
  - Modon, het huidige Methoni in de Griekse Peloponnesos, van: 1209-1500; 1685-1715
  - Corone, het huidige Koroni in de Griekse Peloponnesos, van: 1209-1500; 1687-1718
- De Griekse eilanden(groepen):
  - Kreta, van: 1204-1645 (volledig Turks in 1669).
  - Sporaden
    - Euboea, van: 1204-1470.
    - Kalymnos, van: 13e eeuw-1310.
    - Rodos, van: 1204-1261.
    - Samos
    - Skopelos, van: 1456-1538.
    - Ikaria
    - Kos, van: 1204-1315 (verkocht aan de Maltezer Orde).

  - Ionische Eilanden
    - Korfoe, van: 1401-1797.
    - Zakynthos, van: 1485-1797.
    - Ithaka, van: 1503-1797.
    - Kefalonia, van: 1500-1797.
    - Paxi
    - Kythira, van: 1204-1715; 1718-1797.
    - Lefkas, van 1502; 1718-1797.

  - Limnos